# Znikąd donikąd
Znikąd donikąd – polski film wojenny z 1975 roku w reżyserii Kazimierza Kutza. Zdjęcia do filmu powstały w Jaworkach w województwie małopolskim.

## Treść
Jesień 1945. Wyniszczony walkami oddział Armii Krajowej dowodzony przez porucznika Groźnego działa na terenie Żywiecczyzny, walcząc przeciwko władzy ludowej. Wyrwawszy się z okrążenia zajmuje wieś. Groźny chce dać ludziom wypoczynek, uzupełnić zapasy żywności i umożliwić ratunek rannemu Kordianowi. Wiejski lekarz Stefan – dawny kolega Groźnego – udziela pomocy rannemu, domaga się jednak, aby oddział opuścił wioskę i nie narażał mieszkańców na niebezpieczeństwo.
Wymowa ideowa filmu Kutza, który ukazał oddział byłych akowców jako bezideową bandę, wzbudziła sprzeciw w wielu środowiskach, wszelka krytyka tego dzieła była jednak uniemożliwiona w wyniku działania cenzury. Z tygodnika "Czas" cenzura zdjęła m.in. recenzję tego filmu napisaną przez Józefa Narkowicza, pt.: "Straceńcy zeszli z gór". Narkowicz w podsumowaniu pisał, że Kutz w 1975 r. "zaprezentował obraz przypominający ilustrację tez propagandowych z początku lat pięćdziesiątych na temat AK..."

## Obsada
- Jerzy Trela – porucznik Jerzy „Groźny”, dowódca oddziału
- Leonard Pietraszak – „Fabian”
- Olgierd Łukaszewicz – „Kordian”
- Jerzy Fedorowicz – „Ren”, adiutant „Groźnego”
- Jerzy Zelnik – lekarz Stefan, przyjaciel „Groźnego”
- Czesław Jaroszyński – ksiądz
- Jadwiga Jankowska – nauczycielka Marta
- Jerzy Bączek
- Kazimierz Borowiec – Józef Wyra, sekretarz PPR
- Jerzy Braszka – „Dzik”
- Ewa Ciepiela – żona Wyry
- Marek Dowmunt(inne języki)
- Jerzy Góralczyk
- Stanisław Igar – „Coco”, mistrz balansu
- Zofia Jamry-Kosek – tancerka Liliana
- Rajmund Jarosz
- Jerzy Jogałła – oficer KBW, kolega „Groźnego”
- Bernard Krawczyk – „Kruk”
- Wojciech Krupiński
- Jan Krzyżanowski
- Tadeusz Madeja – „Poświst”
- Jerzy Michotek – pułkownik rosyjski
- Andrzej Precigs – członek oddziału
- Adam Raczkowski
- Adam Romanowski
- Bengt Scotland – oficer brytyjski
- Maciej Szary
- Janusz Szydłowski
- Kazimierz Witkiewicz – oficer brytyjski
- Ferdynand Wójcik
- Wiesław Wójcik
- Ferdynand Załuski
- Zygmunt Zintel – kościelny
- Leopold René Nowak – członek oddziału